# Ангел Грънчаров (дисидент)
Вижте пояснителната страница за други личности с името Ангел Грънчаров.
Ангел Грънчаров е български общественик и публицист, ползващ и псевдонима Елтимир. Представя себе си като „дългогодишен политически дисидент, националист, историк, публицист и тенгрианин.“

## Биография
Роден е на 5 ноември 1959 г. в с. Гурково, Община Ботевград, Софийска област.
През 1978 г. Ангел Грънчаров, веднага след като завършва гимназия, е осъден на 4 години затвор по чл. 108 от Наказателния кодекс – за пропаганда срещу тогавашния строй и опит за свалянето му. Причината – Ангел Грънчаров е разпространявал в Ботевград позиви, насочени срещу комунистическата власт, Тодор Живков и поредното увеличаване на цените. Излежава присъдата си в Старозагорския затвор, без да бъде засегнат от помилвания и амнистии.
От януари 1988 г. се включва в антикомунистическото сдружение „Независимо дружество за защита правата на човека“, създадено и ръководено от Илия Минев.
През 1998 година Грънчаров основава организацията Движение „Войни на Тангра“, която се определя като „духовно-информационна националистическа организация“ и няма официална регистрация. Организацията има за цел възстановяване и опазване на древнобългарски светилища и артефакти, както и реабилитацията на предхристиянската вяра на прабългарите – тенгризъм. Идеологията на Движение „Войни на Тангра“ е силно националистическа и антирепубликанска, като си поставя за цел възстановяване на монархическа прабългарска власт, наричана от организацията Саракт.
Ангел Грънчаров е разследван и осъден за противодържавна дейност през 1998 и 1999 г. Според негови твърдения, разследващи са същите офицери от ДС, разследвали го и преди 1989 година, преминали към новата служба НСС. От 1991 г. се занимава с журналистика, сътрудничи на няколко издания в София. Пише и издава книги. Издател и главен редактор на вестниците „Независимост“ – печатен орган на Българско революционно освободително движение, и някогашния „Съпротива“ – издание на Движение „Воини на Тангра“. Името му присъства в т. нар. „Речник на дисидентите“.
Умира от цироза на черния дроб на 25 ноември 2013 г. в Ботевград.